# 태풍 아이다 (1958년)
태풍 아이다(Typhoon Ida)는 1958년에 북서태평양에서 발생한 22번째 태풍으로 발생 당시 전 세계에서 가장 낮은 중심기압인 877 hPa를 기록했다. 그러나 17년 후 이 기록은 깨지게 된다. 또한 태풍 아이다는 일본에 내습한 태풍 중 인명피해 순으로 3위에 올랐다. 태풍 아이다가 일본에 남긴 심대한 피해로 일본 기상청에서는 피해가 극심한 태풍에게만 붙이는 특별한 이름 중 하나인 '가노 강 태풍(狩野川台風)'을 부여했다. 현재 일본 기상청에 의해 새로운 이름을 부여받은 태풍은 8개 밖에 없다.

## 태풍의 진행
1958년 9월 20일, 괌 동쪽 해상에서 열대 폭풍 아이다가 발생했다. 아이다는 서쪽으로 이동하면서 강해져 태풍의 단계까지 세력을 키웠다. 9월 22일에는 서진하던 아이다가 북쪽으로 진로를 변경해 9월에 발생하는 전형적인 태풍의 진로를 밟게 되었다. 이 때만 해도 태풍의 눈은 관찰하기가 어려운 상태였다. 그러나 9월 23일부터 급속하게 강력해지면서 한 시간에 중심기압이 평균 5.8 hPa씩 떨어져 9월 24일에 괌 북서쪽 약 970 km (600 mi) 부근 해상에서 중심기압이 877 hPa를 기록했다. 이 수치는 당시 전 세계에서 발생한 모든 열대 저기압 중 가장 낮은 값이었다.
중심기압이 가장 낮았을 때에 아이다는 풍속 345 km/h (215 mph)에 달했을 것이라고 추정되었다. 이 때 태풍의 눈은 온도 약 33 °C와 습도 50%에 달해 유난히 높았다. 최성기를 맞은 후 36시간 정도가 지나자 확연하게 관찰할 수 있었던 태풍의 눈에 구름이 침투하기 시작해 아이다가 약해지고 있다는 것을 나타내고 있었다. 태풍 아이다는 9월 26일 일본 혼슈섬 남동부 지방에 중심기압 949 hPa와 풍속 190 km/h (120 mph)의 세력으로 상륙했다. 아이다는 간토 지방 남동부 지역을 남북으로 가로지른 후 후쿠시마현 해안가를 통과해 다시 태평양에 진입했다. 9월 27일에는 온대 저기압으로 변질되었고 잔해는 홋카이도 삿포로시와 쿠릴 열도까지 도달한 후 9월 28일 완전 소멸되었다.

## 피해
태풍 아이다가 일본을 강타했을 때 이즈반도의 아마기 산에서는 748.6 mm의 강수량이 관측되었고 수도인 도쿄에서는 일일강수량이 430 mm까지 도달하면서 1876년 관측을 시작한 이래 최고치를 기록했다. 도쿄 지방에서 발생한 786건을 합쳐 총 1,900여건의 산사태가 발생했고 지바현에서는 파고가 1.1 m까지 치솟아 12만 에이커에 달하는 논이 물에 잠겼다. 기록적인 폭우와 더불어 아이다는 160 km/h (100 mph, 44 m/s)에 달하는 강풍을 만들어냈고 도쿄에서는 130 km/h (80 mph, 36 m/s)의 돌풍이 불었다. 그러나 강풍으로 인한 피해는 적었다.
타임은 태풍 아이다를 일본의 1934년의 마루토 태풍 이후 24년만의 최악의 태풍으로 보도했다. 수도권 지방에서는 대규모 정전이 일어나 이 일대 교통을 마비시켰다. 가장 피해가 극심했던 곳은 이즈반도로 이 지역에서 흐르는 강인 가노 강에서 일일강수량 533 mm가 관측되어 강이 심각하게 범람해 가노 강과 지류 근처에 거주하던 주민 684명이 숨졌고 169명이 행방불명되었으며 집 261동이 완파, 697동이 유실, 647동이 반파되었다. 사망자 684명은 아이다로 인한 전체 사망자 수의 약 54%에 해당하는 수치로 일본 기상청은 태풍 아이다를 특별히 '가노 강 태풍'으로 독자 명명했다. 전국의 도로와 철도 244개소가 유실되거나 파손되었고 총체적인 재산피해액은 5천만 미국 달러(206억 일본 엔, 1956년 기준)으로 집계되었고 1,269명이 숨졌으며 1,138명이 부상당해 아이다는 태풍으로 인한 인명피해 부문에서 3위에 기록되었다.

## 기록
태풍 아이다의 중심기압 877 hPa는 1927년의 한 태풍이 기록한 887 hPa를 10 hPa의 차이로 따돌렸다. 또한 태풍 아이다의 877 hPa는 1973년의 태풍 노라가 877 hPa를 기록할 때까지 중심기압 부문에서 17년동안 독보적인 위치를 차지하였다. 그러나 2년 뒤 1975년 11월, 태풍 준이 875 hPa를 기록하면서 깨지게 되었고 다시 4년 후 1979년 10월에 태풍 팁의 중심기압이 870 hPa까지 떨어져 현재까지 이 기록은 계속 유지되고 있다.

## 같이 보기
- 태풍 아이다
- 틀:일본 기상청 명명 태풍

| 순위 | 태풍번호       | 태풍이름            | 최대풍속 (1분 평균) |
| ---- | -------------- | ------------------- | ------------------- |
| 1위  | 6118           | NANCY               | 185 kt              |
| 2위  | 6124           | VIOLET              | 180 kt              |
| 3위  | 5822           | IDA                 | 175 kt              |
| 4위  | 1330 1614 2019 | HAIYAN MERANTI GONI | 170 kt              |
| 5위  | 1923 7920 2102 | HALONG TIP SURIGAE  | 165 kt              |
| 6위  | 1919 1013      | HAGIBIS MEGI        | 160 kt              |
| 7위  | 1821           | JEBI                | 155 kt              |
| 8위  | 1826           | WUTU                | 150 kt              |
| 9위  | 1902           | WUTIP               | 145 kt              |
| 10위 | 1626           | NOCK-TEN            | 140 kt              |

| 순위 | 태풍번호 | 태풍이름 | 최저기압 (hPa) |
| ---- | -------- | -------- | -------------- |
| 1위  | 7920     | TIP      | 870            |
| 2위  | 7315     | NORA     | 875            |
| 2위  | 7520     | JUNE     | 875            |
| 4위  | 5822     | IDA      | 877            |
| 5위  | 6604     | KIT      | 880            |
| 5위  | 7826     | RITA     | 880            |
| 5위  | 8422     | VANESSA  | 880            |
| 8위  | 5307     | NINA     | 885            |
| 8위  | 5909     | JOAN     | 885            |
| 8위  | 7135     | IRMA     | 885            |
| 8위  | 8310     | FORREST  | 885            |
| 8위  | 1013     | MEGI     | 885            |

1. ↑  국립 정보학 연구소. “Typhoon List”.